# توفیق صالح
توفیق صالح (عربی: توفيق صالح؛ ۲۷ اکتبر ۱۹۲۶ – ۱۸ اوت ۲۰۱۳) کارگردان فیلم اهل مصر بود. او اولین فیلمش را در سال ۱۹۵۵ کارگردانی کرده‌است.

## زندگی‌نامه
صالح در ۲۷ اکتبر ۱۹۲۶ در اسکندریه بدنیا آمد. در سال ۱۹۴۹، از کالج ویکتوریا اسکندریه فارغ‌التحصیل شد. وی در ۱۸ اوت ۲۰۱۳ در قاهره درگذشت.